# Rudolf Schündler
Rudolf Ernst Paul Schündler (17. dubna 1906 Lipsko — 12. prosince 1988 Mnichov) byl německý herec a režisér.

## Filmografie
| - 1930 Nur am Rhein - 1932 Annemarie die Braut der Kompanie - 1932 Das Testament des Dr. Mabuse - 1933 Das Mädchen Johanna - 1935 Hundert Tage - 1936 Intermezzo - 1936 Moskau - Shanghai - 1936 Ritt in die Freiheit - 1936 Die Frau des Anderen - 1937 Das Schweigen im Walde - 1937 Heiratsinstitut Ida und Co - 1937 Gewitterflug zu Claudia - 1938 Es leuchten die Sterne - 1938 Am seidenen Faden - 1938 Dreizehn Mann und eine Kanone - 1938 Die Frau am Scheidewege - 1938 Napoleon ist an allem schuld - 1938 Scheidungsreise - 1938 Mit versiegelter Order - 1939 Verdacht auf Ursula - 1939 Robert und Bertram - 1939 Paradies der Junggesellen - 1939 Ich verweigere die Aussage - 1939 Der Stammbaum des Dr. Pistorius - 1939 Hurra ich bin Papa - 1939 Die Frau ohne Vergangenheit - 1939 Die goldene Maske - 1940 Der Herr im Haus - 1940 Weißer Flieder - 1940 Achtung! Feind hört mit - 1940 Golowin geht durch die Stadt - 1940 Kleider machen Leute - 1940 Tip auf Amalie - 1940 Herz ohne Heimat - 1940 Meine Tochter tut das nicht - 1941 Alarm - 1941 Immer nur Du - 1941 Sein Sohn - 1941 ...reitet für Deutschland - 1942 Mit den Augen einer Frau - 1942 Fronttheater - 1942 Das große Spiel - 1942 Das schwarze Schaf - 1943 Die Hochstaplerin - 1943 Liebespremiere - 1943 Ein Mann mit Grundsätzen - 1943 Zirkus Renz - 1944 Zwischen Nacht und Morgen - 1944 Ich hab von Dir geträumt | - 1945 Der Fall Molander - 1945 Zimmer zu vermieten - 1945 Leuchtende Schatten - 1948 Der Herr vom anderen Stern - 1949 Tromba - 1949 Das Tor zum Paradies - 1949 Ich mach' Dich glücklich - 1949 Nichts als Zufälle - 1949 Wer bist Du, den ich liebe? - 1950 Der Theodor im Fußballtor - 1950 Eine Nacht im Separee - 1950 Königskinder - 1950 Liebe auf Eis - 1950 Die Sterne lügen nicht - 1950 Sensation im Savoy - 1951 Begierde - 1951 Das späte Mädchen - 1951 In München steht ein Hofbräuhaus - 1951 Die Dame in Schwarz - 1952 Haus des Lebens - 1952 Maske in Blau - 1952 Ehe für eine Nach - 1952 Käpten Bay-Bay - 1952 Der weißblaue löwe - 1952 Wir tanzen auf dem Regenbogen - 1953 Heute Nacht passiert's - 1953 Der letzte Walzer - 1953 Wenn am Sonntagabend die Dorfmusik spielt - 1954 Wenn der Vater mit dem Sohne - 1954 IA in Oberbayern - 1955 Die Abenteuer des braven Kommandanten Küppers - 1961 Isola Bella - 1964 Mein Freund Shoty/Heiß weht der Wind - 1965 Playgirl - 1965 Der unheimliche Mönch - 1966 Fast ein Held - 1967 Wenn es Nacht wird auf der Reeperbahn - 1967 Treibgut der Großstadt - 1967 Der Mönch mit der Peitsche - 1968 Django - Ein Sarg voll Blut - 1968 Die Lümmel von der ersten Bank, 1. Teil: Zur Hölle mit den Paukern - 1968 Die Lümmel von der ersten Bank, 2. Teil: Zum Teufel mit der Penne - 1968 Die Ente klingelt um 1/2 8 - 1968 Der Mann mit dem Glasauge - 1969 Die Lümmel von der ersten Bank, 3. Teil: Pepe, der Paukerschreck - 1969 Liebe durch die Hintertür - 1969 Klassenkeile - Pauker werden ist nicht schwer - Schüler sein dagegen sehr - 1969 Die Lümmel von der ersten Bank, 4. Teil: Hurra, die Schule brennt! - 1969 Heintje - Ein Herz geht auf Reisen | - 1969 Hilfe mich liebt eine Jungfrau - 1969 Die Herren mit der weißen Weste - 1970 Heintje - einmal wird die Sonne wieder scheinen - 1970 Frau Wirtin bläst auch gern Trompete - 1970 Die Lümmel von der ersten Bank, 5. Teil: Wir hau'n die Pauker in die Pfanne - 1970 Was ist denn bloß mit Willi los? - 1970 Musik, Musik - da wackelt die Penne - 1970 Nachbarn sind zum Ärgern da - 1970 Frau Wirtin treibt es jetzt noch toller - 1970 Die Feuerzangenbowle - 1970 Das Stundenhotel von St. Pauli - 1971 Heute steht die Penne Kopf/Zwanzig Mädchen und die Pauker - 1971 Unser Willi ist der Beste - 1971 Tante Trude aus Buxtehude - 1971 Die Lümmel von der ersten Bank, 6. Teil: Morgen fällt die Schule aus - 1971 Wir hau'n den Hauswirt in die Pfanne - 1971 Jürgen Roland St.Pauli-Report - 1971 Die Kompanie der Knallköppe - 1972 Die Lümmel von der ersten Bank, 7. Teil: Betragen ungenügend - 1972 Michel muß mehr Männchen machen - 1973 Die Zwillinge vom Immenhof - 1973 Der Exorzist - 1974 Magdalena vom Teufel besessen - 1974 Karl May - 1975 Im Lauf der Zeit - 1975 Gruppenbild mit Dame - 1975 Derrick - Season 2, Episode 5: "Zeichen der Gewalt" - 1976 Die Vertreibung aus dem Paradies - 1976 Anita Drögemöller und die Ruhe an der Ruhr - 1977 Der Amerikanische Freund - 1977 Suspiria - 1977 Derrick - Season 4, Episode 4: "Offene Rechnung" - 1978 Schöner Gigolo, armer Gigolo - 1978 Kalte Heimat - 1978 Unternehmen Rentnerkommune - 1978 Derrick - Season 5, Episode 3: "Abendfrieden" - 1979 Flamme empor - 1979 Aktion Abendsonne - 1979 Derrick - Season 6, Episode 7: "Lena" - 1980 Sternensommer - 1980 Un-Ruhestand - 1980-1982 Der Alte (verschiedene Gastrollen) - 1982 Das Traumschiff - Folge 10 „Damenbesuch“ - 1983 Mabuse im Gedächtnis - 1983 Das Traumschiff - 1986 Der Unsichtbare - 1987 Ätherrausch - 1988 Das schreckliche Mädchen |